# Барт, Артур
Артур Барт (нидерл. Arthur Baert, 1910 — ?) — бельгийский шахматист, призер чемпионата Бельгии по шахматам (1945).

## Биография
С середины 1930-х до конца 1940-х Артур Барт был одним из ведущих шахматистов Бельгии. Он был многократным участником чемпионата Бельгии по шахматам. В 1935 году в Антверпене Артур Барт занял 4-е место на этом турнире, а в 1945 году в Остенде он выиграл бронзовую медаль на чемпионате Бельгии по шахматам. В 1937 году на 2-м международном шахматном фестивале в Остенде Артур Барт занял 2-е место в побочном турнире.
В составе сборной Бельгии участник шахматной олимпиады 1937 года.